# Matsumurella expansa
Matsumurella expansa är en insektsart som beskrevs av Alexander Fyodorovich Emeljanov 1972. Matsumurella expansa ingår i släktet Matsumurella och familjen dvärgstritar. Inga underarter finns listade i Catalogue of Life.